# مریمین، حمص
مریمین (به عربی: مریمین) یک روستا در سوریه است که در منطقه تلدو واقع شده‌است. مریمین ۴٬۱۷۴ نفر جمعیت دارد.